# Gangelt
Gangelt – miejscowość i gmina w Niemczech, w kraju związkowym Nadrenia Północna-Westfalia, w rejencji Kolonia, w powiecie Heinsberg.

## Współpraca
Miejscowości partnerskie:
- Kruibeke, Belgia
- Onderbanken, Niderlandy
- Sohland an der Spree, Saksonia